# 扶董天王

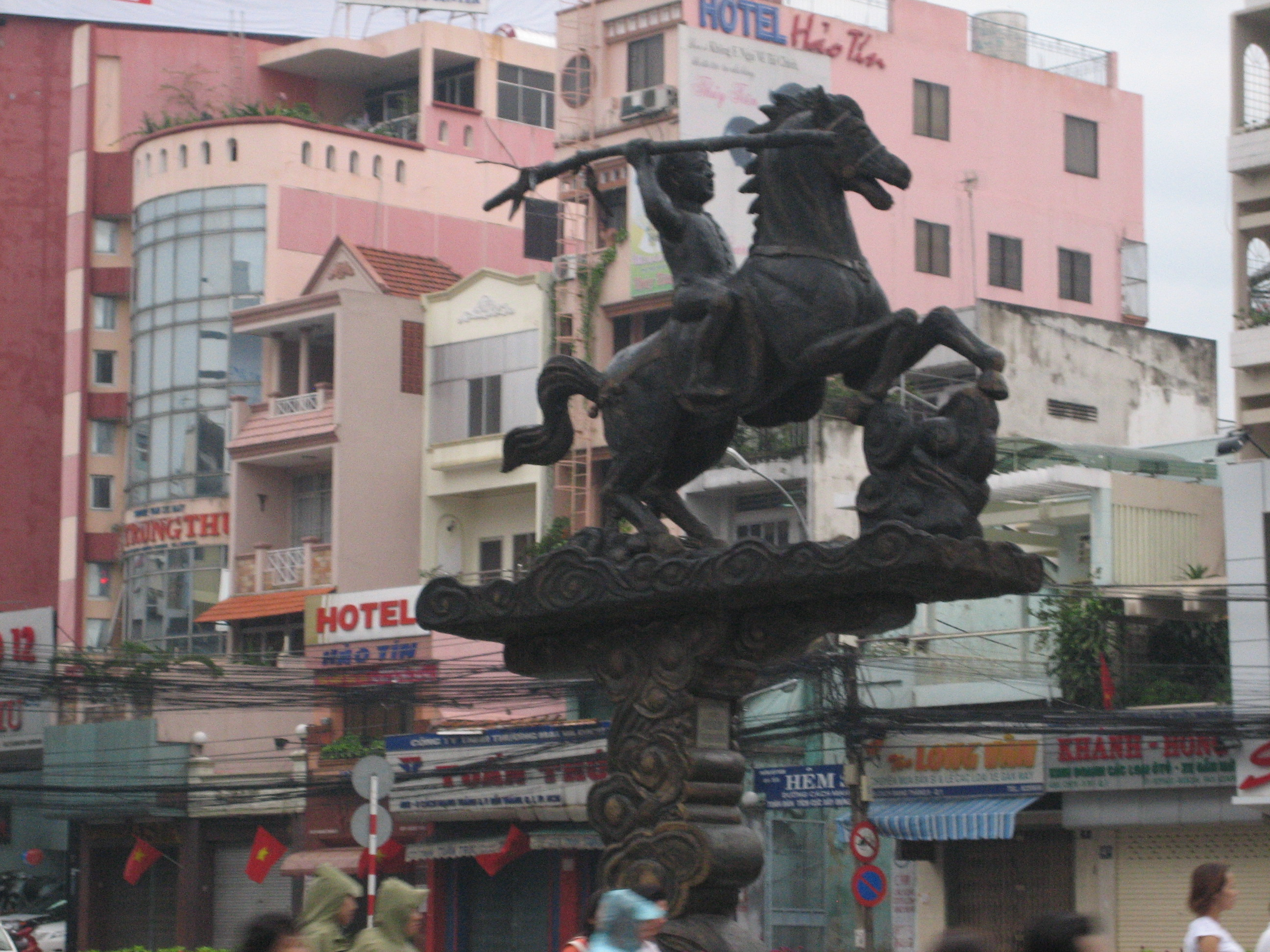
越南胡志明市扶董天王雕像

扶董天王（越南语：／）也叫聖揀（越南语：／）或朔天王（越南语：／）是中国岭南一带及越南神話傳說中的一位傳奇人物。
根據《大越史記全書》的說法，扶董天王是文郎國武寧部扶董鄉人氏。《嶺南摭怪》中载其出生于仙游县一位六十余岁富翁的家庭，他出生之時，正逢雄王第六世當政。他年僅三歲，飲食量卻非常龐大，不能言笑。殷寇入侵文郎國，雄王派人訪查能夠退敵之人。他突然開口說話，讓母親把雄王的使者請來，聲稱若能得到一口劍、一匹馬，就能擊退殷寇。雄王便滿足了他的要求。他躍馬揮劍向前，雄王軍隊緊隨其後，大破敵軍於武寧山腳下。敵軍自相攻击，死者甚眾，餘黨皆呼之為天將，下拜投降。扶董天王隨即騰空而去。雄王令開闢他的住宅，立廟祭祀，其廟原址在仙游县董乡。
李太祖繼位之後，封之為沖天神王（越南语：／），同时在越南境内的扶董鄉建初寺旁重新修建了扶董天王的庙，并在术灵山上放置了扶董天王的塑像。他被越南人稱為「四不死」之一，《嶺南摭怪》中有其事蹟。